# Manifesto degli scienziati razzisti
Il Manifesto degli scienziati razzisti, conosciuto anche come Manifesto della razza, fu pubblicato, con il titolo Il fascismo e i problemi della razza, il 14 luglio 1938 su Il Giornale d'Italia e ripreso sul primo numero della rivista La difesa della razza di Telesio Interlandi il 5 agosto dello stesso anno.
Questo testo, che recava la firma di «un gruppo di studiosi fascisti, docenti nelle Università italiane», era stato predisposto «sotto l'egida del Ministero della cultura popolare» e si presentava come un decalogo destinato a stabilire i fondamenti storico-antropologici di un dispositivo normativo, prescindendo da ogni rigorosa impostazione scientifica e piegando lo stesso sviluppo storico della popolazione italiana ad una profonda manipolazione pur di consentire la rappresentazione di un percorso lineare tale da permettere che si potessero tracciare le conclusioni categoriche che venivano prospettate.

## Testo
1. LE RAZZE UMANE ESISTONO. L'esistenza delle razze umane non è già una astrazione del nostro spirito, ma corrisponde a una realtà fenomenica, materiale, percepibile con i nostri sensi. Questa realtà è rappresentata da masse, quasi sempre imponenti di milioni di uomini simili per caratteri fisici e psicologici che furono ereditati e che continuano a ereditarsi. Dire che esistono le razze umane non vuol dire a priori che esistono razze umane superiori o inferiori, ma soltanto che esistono razze umane differenti.
2. ESISTONO GRANDI RAZZE E PICCOLE RAZZE. Non bisogna soltanto ammettere che esistano i gruppi sistematici maggiori, che comunemente sono chiamati razze e che sono individualizzati solo da alcuni caratteri, ma bisogna anche ammettere che esistano gruppi sistematici minori (come per es. i nordici, i mediterranei, i dinarici, ecc.) individualizzati da un maggior numero di caratteri comuni. Questi gruppi costituiscono dal punto di vista biologico le vere razze, la esistenza delle quali è una verità evidente.
3. IL CONCETTO DI RAZZA È CONCETTO PURAMENTE BIOLOGICO. Esso quindi è basato su altre considerazioni che non i concetti di popolo e di nazione, fondati essenzialmente su considerazioni storiche, linguistiche, religiose. Però alla base delle differenze di popolo e di nazione stanno delle differenze di razza. Se gli Italiani sono differenti dai Francesi, dai Tedeschi, dai Turchi, dai Greci, ecc., non è solo perché essi hanno una lingua diversa e una storia diversa, ma perché la costituzione razziale di questi popoli è diversa. Sono state proporzioni diverse di razze differenti, che da tempo molto antico costituiscono i diversi popoli, sia che una razza abbia il dominio assoluto sulle altre, sia che tutte risultino fuse armonicamente, sia, infine, che persistano ancora inassimilate una alle altre le diverse razze.
4. LA POPOLAZIONE DELL'ITALIA ATTUALE È NELLA MAGGIORANZA DI ORIGINE ARIANA E LA SUA CIVILTÀ È ARIANA. Questa popolazione a civiltà ariana abita da diversi millenni la nostra penisola; ben poco è rimasto della civiltà delle genti preariane. L'origine degli Italiani attuali parte essenzialmente da elementi di quelle stesse razze che costituiscono e costituirono il tessuto perennemente vivo dell'Europa.
5. È UNA LEGGENDA L'APPORTO DI MASSE INGENTI DI UOMINI IN TEMPI STORICI. Dopo l'invasione dei Longobardi non ci sono stati in Italia altri notevoli movimenti di popoli capaci di influenzare la fisionomia razziale della nazione. Da ciò deriva che, mentre per altre nazioni europee la composizione razziale è variata notevolmente in tempi anche moderni, per l'Italia, nelle sue grandi linee, la composizione razziale di oggi è la stessa di quella che era mille anni fa: i quarantaquattro milioni d'Italiani di oggi rimontano quindi nella assoluta maggioranza a famiglie che abitano l'Italia da almeno un millennio.
6. ESISTE ORMAI UNA PURA "RAZZA ITALIANA". Questo enunciato non è basato sulla confusione del concetto biologico di razza con il concetto storico–linguistico di popolo e di nazione ma sulla purissima parentela di sangue che unisce gli Italiani di oggi alle generazioni che da millenni popolano l'Italia. Questa antica purezza di sangue è il più grande titolo di nobiltà della Nazione italiana.
7. È TEMPO CHE GLI ITALIANI SI PROCLAMINO FRANCAMENTE RAZZISTI. Tutta l'opera che finora ha fatto il Regime in Italia è in fondo del razzismo. Frequentissimo è stato sempre nei discorsi del Capo il richiamo ai concetti di razza. La questione del razzismo in Italia deve essere trattata da un punto di vista puramente biologico, senza intenzioni filosofiche o religiose. La concezione del razzismo in Italia deve essere essenzialmente italiana e l'indirizzo ariano–nordico. Questo non vuole dire però introdurre in Italia le teorie del razzismo tedesco come sono o affermare che gli Italiani e gli Scandinavi sono la stessa cosa. Ma vuole soltanto additare agli Italiani un modello fisico e soprattutto psicologico di razza umana che per i suoi caratteri puramente europei si stacca completamente da tutte le razze extra–europee, questo vuol dire elevare l'italiano a un ideale di superiore coscienza di sé stesso e di maggiore responsabilità.
8. È NECESSARIO FARE UNA NETTA DISTINZIONE FRA I MEDITERRANEI D'EUROPA (OCCIDENTALI) DA UNA PARTE E GLI ORIENTALI E GLI AFRICANI DALL'ALTRA. Sono perciò da considerarsi pericolose le teorie che sostengono l'origine africana di alcuni popoli europei e comprendono in una comune razza mediterranea anche le popolazioni semitiche e camitiche stabilendo relazioni e simpatie ideologiche assolutamente inammissibili.
9. GLI EBREI NON APPARTENGONO ALLA RAZZA ITALIANA. Dei semiti che nel corso dei secoli sono approdati sul sacro suolo della nostra Patria nulla in generale è rimasto. Anche l'occupazione araba della Sicilia nulla ha lasciato all'infuori del ricordo di qualche nome; e del resto il processo di assimilazione fu sempre rapidissimo in Italia. Gli ebrei rappresentano l'unica popolazione che non si è mai assimilata in Italia perché essa è costituita da elementi razziali non europei, diversi in modo assoluto dagli elementi che hanno dato origine agli Italiani.
10. I CARATTERI FISICI E PSICOLOGICI PURAMENTE EUROPEI DEGLI ITALIANI NON DEVONO ESSERE ALTERATI IN NESSUN MODO. L'unione è ammissibile solo nell'ambito delle razze europee, nel quale caso non si deve parlare di vero e proprio ibridismo, dato che queste razze appartengono a un ceppo comune e differiscono solo per alcuni caratteri, mentre sono uguali per moltissimi altri. Il carattere puramente europeo degli Italiani viene alterato dall'incrocio con qualsiasi razza extra–europea e portatrice di una civiltà diversa dalla millenaria civiltà degli ariani.»

### I firmatari del Manifesto
- Lino Businco, assistente alla cattedra di patologia generale all'Università di Roma
- Lidio Cipriani, professore incaricato di antropologia all'Università di Firenze
- Arturo Donaggio, direttore della Clinica Neuropsichiatrica dell'Università di Bologna, presidente della Società Italiana di Psichiatria
- Leone Franzi, assistente nella Clinica Pediatrica dell'Università di Milano
- Guido Landra, assistente alla cattedra di antropologia all'Università di Roma, ritenuto l'estensore materiale del manifesto della razza[3]
- Nicola Pende (attestazione incerta[4]), direttore dell'Istituto di Patologia Speciale Medica dell'Università di Roma
- Marcello Ricci, assistente alla cattedra di zoologia all'Università di Roma
- Franco Savorgnan, professore ordinario di demografia all'Università di Roma, presidente dell'Istituto Centrale di Statistica
- Sabato Visco, direttore dell'Istituto di Fisiologia Generale dell'Università di Roma, direttore dell'Istituto Nazionale di Biologia presso il Consiglio Nazionale delle Ricerche
- Edoardo Zavattari, direttore dell'Istituto di Zoologia dell'Università di Roma